# Operation Puffin
Operation Puffin var en hemmelig operation i Norge under 2. verdenskrig. Operationen gik ud på at rekruttere og træne militært mandskab i Oslo- og Drammensområdet til at kæmpe i en eventuel kamp om frihed i Norge. Operationen var organiseret under Milorg.
William Houlder og Svein Blindheim blev begge fragtet fra England for at lede operationen. Begge blev efter krigen hædret med Krigskorset, Svein Blindheim specifikt for sin indsats med Puffin.